# Palazzo Besso

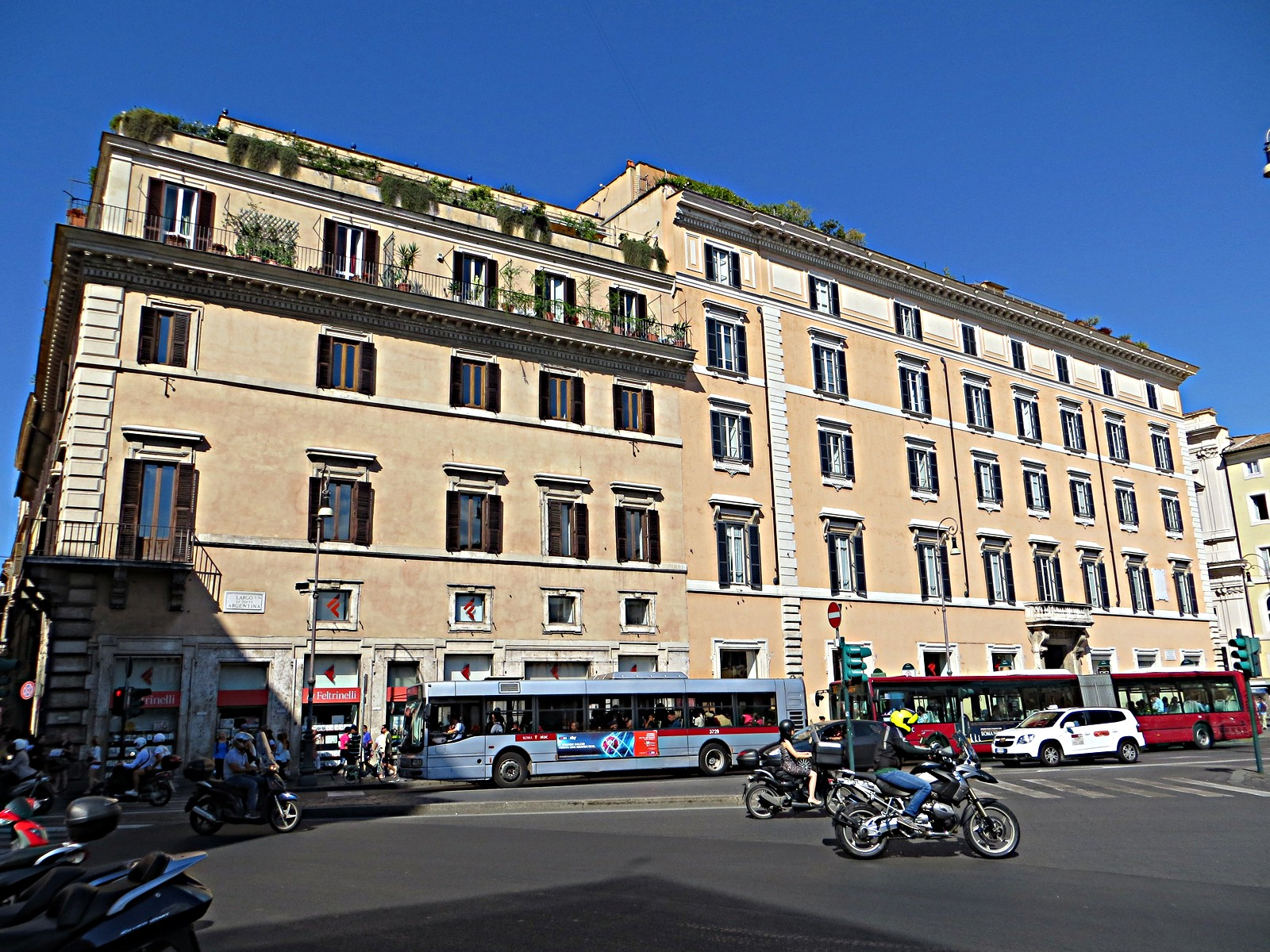
Fachada do palácio no Corso Vittorio Emanuele II na altura do Largo di Torre Argentina.

Palazzo Besso, antigo Palazzo Strozzi alle Stimmate e cujo nome completo é Palazzo Olgiati Strozzi Besso, é um palácio renascentista localizado na esquina do Largo delle Stimmate com o Corso Vittorio Emanuele II, de frente para o Largo di Torre Argentina e geminado ao Palazzo Origo.

## História
Localizado diante das escavações modernas no Largo di Torre Argentina, que demonstram que a região tem sido habitada ininterruptamente desde a antiguidade, as primeiras notícias deste edifício datam do século XV, quando ali viviam os Rustici, uma família romana de comerciantes. Quando, no século XVI, eles começaram a se endividar, a gestão de seus bens passou para um cunhado do último descendente, Francesco Rustici, chamado Marcello Vestri, secretário do breves da Cúria Romana. Foram os Vestri que encomendaram importantes obras de restauro no local sob o comando do mestre-de-obras lombardo Battista Nola. Em 1606, finalmente, Francesco foi obrigado a vender o palácio todo, que tornou-se propriedade do cardeal Ottavio Paravicini, que tratou de ampliá-lo e redecorá-lo, especialmente na ala de frente para a Via dei Cestari. Os documentos de tais obras citam o nome do padre Domenico Paganelli, arquiteto dominicano que trabalhou também no Palazzo Apostolico, e, possivelmente, de Carlo Maderno, a quem o cardeal provavelmente encomendou também o portal da igreja vizinha de Santissime Stimmate di San Francesco. Além disto, Paravicini também contratou alguns pintores para decorar a galeria de frente para a igreja. Em 1620, o edifício passou para o banqueiro Settimio Oliati e dele para seu filho, Giovanni Battista. Em 1636, Battista o alugou para a família florentina dos Strozzi, que o compraram definitivamente em 1649.
A boa fortuna econômica da família em Roma, ajudada por vantajosos casamentos, permitiu que o palácio fosse mais tarde ampliado e decorado suntuosamente. Trabalharam no edifício, entre outros, Sebastiano Cipriani, reponsável pela grande fachada única, que unificou quatro pátios internos, testemunhos das plantas e projetos da época, e criou uma nova ala avançada na direção do moderno Largo. No início do século XVIII, o palácio abrigou o celebrado museu de raridades de Leone Strozzi, colecionado a partir de um núcleo inicial de Francesco Corvino e com um repertório naturalista, etnográfico e de antiguidades, em particular gemas esculpidas, moedas, mármores e conchas e muitas outras curiosidades. Entre as incontáveis obras de arte colecionadas estava a escultura em mármore do "Martírio de São Lourenço", de Bernini, levado para lá no século XVIII depois de ter ficado por um longo período na Villa Strozzi sull'Esquilino.
O século XIX marcou um período de crise para as famílias nobres de Roma em geral e especialmente para os Strozzi, que retornaram para sua terra natal em Florença, abandonando o palácio romano, que foi saqueado, fracionado e alugado, além de reduzido na direção da Via dei Cestari (1877). Finalmente, em 1882, o edifício foi vendido, primeiro para a Banca Tiberina, que levou adiante importantes obras de modernização em 1886. Nesta época, o edifício foi encurtado para permitir a abertura do Corso Vittorio Emanuele II; na mesma ocasião, o Palazzo Amadei, que ficava em frente, foi demolido. Em 1905, o edifício foi vendido a Marco Besso, que o restaurou novamente e fez do edifício a sua residência privada e sede de sua biblioteca, que depois foi deixada para uma fundação criada para este fim em 1918.